# Sissili
Sissili is een provincie van Burkina Faso in de regio Centre-Ouest. De provinciehoofdstad is Léo.

## Bevolking
Sissili telde in 2006 212.628 inwoners. In 2019 waren dat er naar schatting 337.000.

## Geografie
De provincie heeft een oppervlakte van 7136 km² en grenst in het zuiden aan Ghana.
Sissili is onderverdeeld in zeven departementen: 

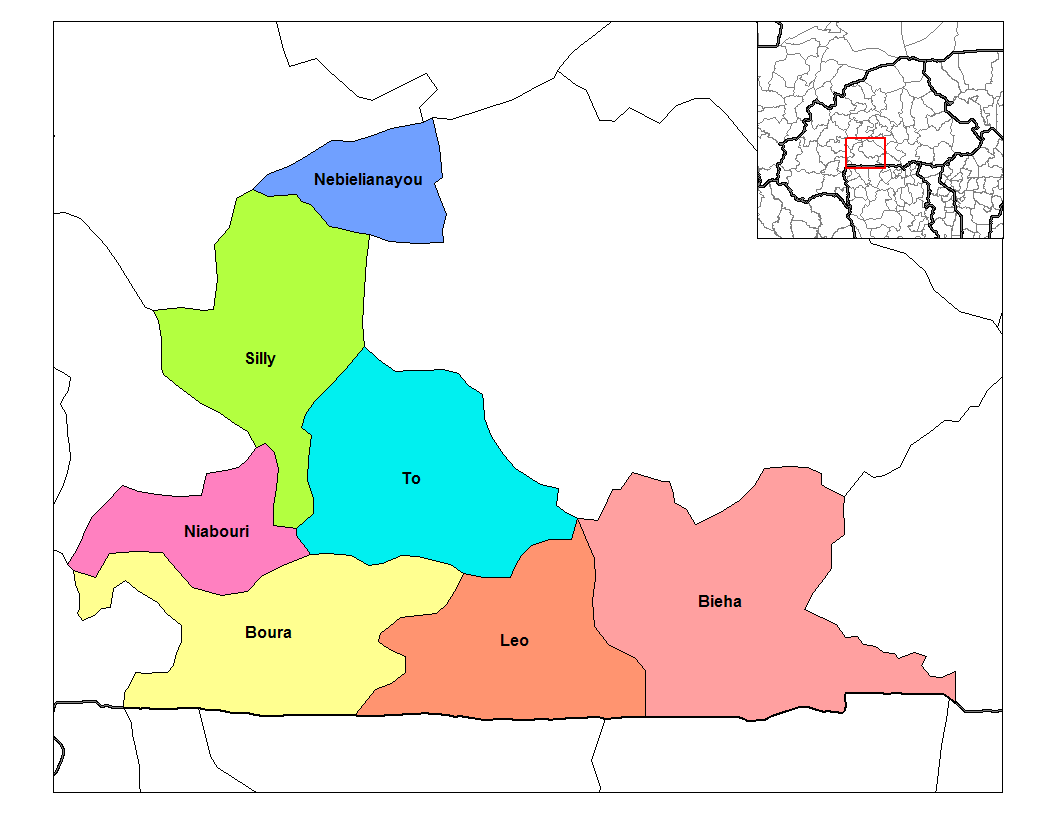
Departementen van Sissili

- Biéha
- Boura
- Léo
- Nébiélianayou
- Niambouri
- Silly
- Tô

Balé · Bam · Banwa · Bazéga · Bougouriba · Boulgou · Boulkiemdé · Comoé · Ganzourgou · Gnagna · Gourma · Houet · Ioba · Kadiogo · Kénédougou · Komondjari · Kompienga · Kossi · Koulpélogo · Kouritenga · Kourwéogo · Léraba · Loroum · Mouhoun · Nahouri · Namentenga · Nayala · Noumbiel · Oubritenga · Oudalan · Passoré · Poni · Sanguié · Sanmatenga · Séno · Sissili · Soum · Sourou · Tapoa · Tuy · Yagha · Yatenga · Ziro · Zondoma · Zoundwéogo